# St. Andreas (Marastorf)
Die Kirche St. Andreas ist eine katholische Filialkirche in Marastorf, einem Ortsteil der Gemeinde Gangkofen im Landkreis Rottal-Inn. Kirchenpatron ist der Apostel Andreas.
Für Niederbayern nicht untypisch, ist die kleine gotische Kirche aus Sichtbackstein. Wie die meisten mittelalterlichen Kirchen ist sie geostet. Sie hat einen leicht eingezogenen Chor mit polygonalem Abschluss und als Turm nur einen kleinen Giebelreiter. Dieser ist ebenso wie die Fenster- und Türgewände verputzt.
Errichtet wurde die Kirche in der zweiten Hälfte des 15. Jahrhunderts.